# Love Story (Francis Lai)
Love Story is de officiële soundtrack van de gelijknamige film uit 1970. Het album werd gecomponeerd door Francis Lai en werd uitgebracht door MCA Records.
De muziek werd uitgevoerd door 'Francis Lai & His Orchestra' en bevat de originele filmmuziek van Lai en twee klassieke muziekstukken: Sonata In F Major (Allegro) van Wolfgang Amadeus Mozart en Concerto No. 3 D Major (Allegro) van Johann Sebastian Bach. Een van de solisten op het album is Georges Pludermacher op de piano. De opnames vonden onder meer plaats in de Annex Studio in Hollywood en werden geproduceerd door Tom Mack. De filmmuziek won in 1971 zowel een Oscar als een Golden Globe. Het album stond vanaf 3 april 1971 in totaal 18 weken in de Nederlandse LP Top 50, waar het de 15e plaats wist te bereiken. Van het album werd het eerste nummer, Theme From Love Story, ook uitgebracht op single. Het is later in verschillende variaties gecoverd.

## Nummers
| Nr. | Titel                                    | Duur |
| --- | ---------------------------------------- | ---- |
| 1   | Theme From Love Story                    | 3:20 |
| 2   | Snow Frolic                              | 2:58 |
| 3   | Sonata In F Major (Allegro)              | 2:17 |
| 4   | I Love You, Phil                         | 2:04 |
| 5   | The Christmas Trees                      | 2:48 |
| 6   | Search For Jenny (Theme From Love Story) | 3:04 |
| 7   | Bozo Barrett (Theme From Love Story)     | 2:43 |
| 8   | Skating In Central Park                  | 3:04 |
| 9   | The Long Walk Home                       | 1:30 |
| 10  | Concerto No. 3 In D Major (Allegro)      | 2:35 |
| 11  | Theme From Love Story - Finale           | 3:52 |

- Langspeelplaatversie: 1 t/m 6 kant A, 7 t/m 11 kant B.

## Hitnoteringen

### NPO Klassiek Filmmuziek Top 200
| Love Story in de NPO Klassiek Filmmuziek Top 200 | Love Story in de NPO Klassiek Filmmuziek Top 200 | Love Story in de NPO Klassiek Filmmuziek Top 200 | Love Story in de NPO Klassiek Filmmuziek Top 200 |
| Jaar                                             | 2023                                             | 2024                                             | 2025                                             |
| ------------------------------------------------ | ------------------------------------------------ | ------------------------------------------------ | ------------------------------------------------ |
| Positie                                          | 66                                               | 59                                               | 82                                               |